# Bon, Bon
«Bon, Bon» es una canción interpretada por el cantante y rapero cubano Pitbull, incluida en su quinto álbum de estudio, Armando. Fue lanzado el 25 de octubre de 2010, como descarga digital a través de iTunes. La canción alcanzó el número 61 en el Billboard Hot 100 y el número 3 en el Billboard Top Latin Songs.
Utiliza partes de la canción, estilo dance, «We No Speak Americano», de Yolanda Be Cool y DCUP, pero más tarde se supo que esta versión, es un remix de la misma realizada por DJ holandés Álvaro. Tiene muestras de la canción italiana, original del año 1956, «Tu Vuo fà l'americano» de Renato Carosone.

## Video musical
El video musical que acopañó la canción, se estrenó en el canal oficial de Pitbull en VEVO, el 22 de marzo de 2011. 
En él, muestra a Pitbull acompañado de varias modelos reconocidas como Shanna Corrina y algunas invitadas especiales como Nayer, Sophia del Carmen y Sagia Castañeda quien apareció también en el video musical «I Know You Want Me (Calle Ocho)». La modelo, Madai hace un cameo en el video.
El vídeo ha recibido más de 100 millones de visitas.

## Lista de canciones
| Descarga digital |                                     |          |  |
| N.º              | Título                              | Duración |  |
| 1.               | «Bon, Bon» (Versión del álbum)      | 3:35     |  |
| 2.               | «Bon, Bon» (Radio Edit)             | 3:06     |  |
| 3.               | «Bon, Bon» (Versión en inglés)      | 3:36     |  |
| 4.               | «Bon, Bon» (NRJ Dance 2011)         | 3:36     |  |
| 5.               | «Bon, Bon» (Bravo Hits 73)          | 3:37     |  |
| 6.               | «Bon, Bon» (Swiss Edition)          | 3:37     |  |
| 7.               | «Bon, Bon» (We Love Summer 2011)    | 3:37     |  |
| 8.               | «Bon, Bon» (The Dome - Summer 2011) | 3:36     |  |
| 9.               | «Bon, Bon» (Sommermädchen 2011)     | 3:37     |  |

## Créditos
- Armando C. Pérez - compositor.
- Nicola Salerno - compositor, arreglista, instrumentación, grabación y mezcla.
- DJ Álvaro - productor, teclados, arreglista, instrumentación, grabación y mezcla.
- Johnson Peterson - compositor.
- Sylvester Martinez - compositor.
- Duncan MacLellan - compositor.

## Posicionamiento en listas
| Lista (2010-2011)                          | Mejor Posición |
| ------------------------------------------ | -------------- |
| Alemania (Media Control AG)                | 39             |
| Austria (Ö3 Austria Top 40)                | 36             |
| España (Top 100 Canciones)                 | 38             |
| Estados Unidos (Billboard Hot 100)         | 61             |
| Estados Unidos (Billboard Latin Songs)     | 3              |
| Estados Unidos (Billboard Latin Pop Songs) | 3              |
| Estados Unidos (Tropical Songs)            | 3              |
| Israel (Media Forest)                      | 8              |
| Polonia (Dance Top 50)                     | 38             |
| Suiza (Schweizer Hitparade)                | 47             |